# Eryngiophaga babugani
Eryngiophaga babugani är en insektsart som först beskrevs av Loginova 1964.  Eryngiophaga babugani ingår i släktet Eryngiophaga och familjen spetsbladloppor. Inga underarter finns listade i Catalogue of Life.